# 131 (tal)
131 är det naturliga talet som följer 130 och som följs av 132.

## Inom matematiken
- 131 är ett udda tal.
- 131 är det 32:a primtalet efter 127 och före 137
- 131 är det tjugotredje palindromtalet
- 131 är ett centrerat tridekagontal
- 131 är ett Ulamtal.

## Inom vetenskapen
- 131 Vala, en asteroid